# Barri de la Sang
La Sang era un barri del centre de la ciutat d'Alcoi. Va ser un barri obrer (junt a les Fàbriques Ferrándiz i Carbonell, que en 1877 va arribar a registrar una densitat de 1000 hab/ha. Format per quatre illes de cases escalonades topogràficament i històricament desconnectat de la resta de la ciutat. 

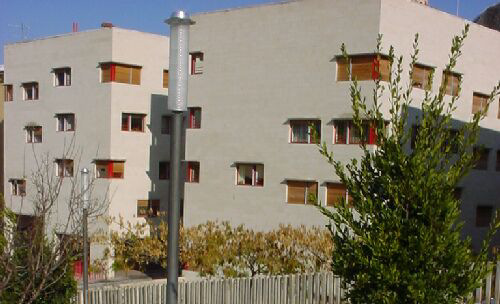
Barri La Sang (Alcoi)

## Projecte de remodelació
En 1980 el barri es trobava en estat de ruïna material i social després de llargs anys d'abandó de la propietat. Durant els anys (1984-1994) el pla ARA a Alcoi establia cinc projectes principals d'actuació per a renovar el nucli urbà: sobre les muralles, capçalera del pont principal d'accés, nou habitatge qualificat, llotja, i finalment este, de nou habitatge econòmic sobre el vell barri de La Sang.
El barri va ser remodelat gràcies a un projecte dirigit pels arquitectes Manuel de Solà-Morales i Vicens Vidal en els anys 1988-1992 i que es va executar de 1991-2001. Es tracta d'una modernització i nova definició d'un barri històric. La intervenció és radical afectant carrers, cases i serveis.
La vialitat i l'accés seran els punts prioritaris del projecte. Desenvolupat en dues fases (construcció d'habitatges i parc central, i substitució de cases del perímetre); el resultat va ser la renovació del vell barri obrint una connexió directa i moderna (per mitjà d'una rampa del 14%), reinterpretant els vells carrerons com a corredors d'accés (per a cotxes) als habitatges. Per als vianants presenta escales d'accés a habitatges i carrers. Crea dues passarel·les per a vianants, una al carrer la Sang i una altra que comunica amb la Glorieta saltant el carrer Sant Mateu i un pont rodat al carrer Sant Doménec per eliminar el seu aïllament tradicional.
El projecte destaca per la seua mescla d'elements (infraestructura, obra pública, rampes i accessos rodats) en contraposició a l'estètica uniforme dels habitatges. Es caracteritza per la seua estètica minimalista i la seua distribució de carrerons i altres espais intermedis. Diverses actuacions del Greater London Council en Candem Town, Pimlico, etc. van tenir este plantejament. També alguns projectes a Manhattan, de molt major grandària.
El més característic del projecte pot ser la separació del trànsit en diferents nivells entrecreuats, la manipulació dels forts pendents (14-19%), i la diversificació i desordre dels habitatges. Estos es van dissenyar a partir d'un esquema helicoidal bàsic. Les façanes tenen un disseny singular (finestra única), cercant la intimitat (de 4 a 6 habitatges per escala, amb volums de baixa altura i patis de servei interiors), al mateix temps que els seus carrers s'obrin a la urbanitat.
Els habitatges varien entre ells de grandària (30-33, 60, 82 i 87 m²) cercant l'heterogeneïtat familiar del barri. S'evita la repetició arquitectònica fent impossible trobar dues cases iguals al barri. Dins dels habitatges solen haver-hi diferents nivells salvats per petites escales com a les antigues cases obreres de dues claus del segle xix.
El resultat, introduïx noves formes i idees residencials en el barri històric. A pesar de la polèmica per l'execució i acabat de l'obra, el projecte va ser reconegut en la 40a edició dels Premis FAD d'Arquitectura i Interiorisme (Barcelona) al juny de 1999, actualment és un referent internacional  Arxivat 2007-09-28 a Wayback Machine..